# Yousef Nadarkhani
Yousef Nadarkhani (auch Yousef Nadar-Khani, * 1977 in Rascht) ist ein iranischer evangelischer Pfarrer, der in Teheran wegen „Abfall vom islamischen Glauben“ zum Tode verurteilt worden ist. Amnesty International zufolge hatte die iranische Regierung eine Aussetzung des Todesurteils angeboten, falls Nadarkhani sein christliches Glaubensbekenntnis widerriefe. Dieses lehnte Nadarkhani viermal ab.
Nadarkhani ist seit 2001 als evangelischer Pastor tätig. Iranische Behörden werfen ihm vor, er sei zuvor mit 19 Jahren vom Islam zum evangelischen Christentum konvertiert, was im Iran mit der Todesstrafe geahndet werden kann. Nadarkhani selbst bestreitet die Konversion. Nach seinen Angaben habe er sich in diesem Alter für das Christentum entschieden, ohne zuvor einer Religion angehört zu haben. Die Gerichte, die sich mit ihm befasst haben, argumentierten dagegen im Sinne der Fitra, ihm sei als Sohn muslimischer Eltern deren Glauben „quasi angeboren“, also sei er Muslim gewesen.
Schon 2006 wurde er verhaftet, aber nach zwei Wochen wieder freigelassen. Seit 2009 war Nardarkhani durchgängig in Haft, weil er zusätzlich gegen ein Gesetz protestierte, das Kinder nichtmuslimischen Glaubens zum Koranunterricht zwingt. Im September 2010 verurteilte ihn ein Revolutionsgericht zum Tode, ein letztinstanzliches Gericht bestätigte diese Strafe. Laut der Internationalen Gesellschaft für Menschenrechte wurde die Hinrichtung in Zentralgefängnis von Rascht vorbereitet. Ein wenig Hoffnung blieb, da der höchste geistliche Führer Ajatollah Ali Chamenei noch über theologische Probleme gutachten würde, die mit der Verurteilung zusammenhängen.
Laut einer Zeitungsäußerung von Außenminister Guido Westerwelle vom 26. Februar 2012 forderte die deutsche Bundesregierung Nadarkhanis Freilassung, da das vorgeworfene Verhalten kein Verbrechen, sondern die Wahrnehmung der auch im Iran geltenden Religionsfreiheit darstelle.
Am 1. März 2012 protestierten Anhänger der Internationalen Gesellschaft für Menschenrechte (IGFM) mit einer Mahnwache vor der iranischen Botschaft in Berlin gegen Yousef Nadarkhanis bevorstehende Hinrichtung. Teilgenommen haben auch der CDU-Generalsekretär MdB Hermann Gröhe (Politischer Pate im IGFM-Patenschaftsprogramm für Pastor Yousef Nadarkhani) sowie MdB Erika Steinbach (Sprecherin der CDU/CSU-Bundestagsfraktion für Menschenrechte und Humanitäre Hilfe).
Am 3. März 2012 bestellte das deutsche Außenministerium den iranischen Botschafter ein, um ihm die Besorgnisse der Bundesrepublik Deutschland um das Leben von Nadarkhani mitzuteilen. Das Außenministerium  forderte dabei den Iran auf, die fundamentalen Grundsätze der Menschenrechte und damit auch die Freiheit der Religionszugehörigkeit einzuhalten.
Im September 2012 wurde Nadarkhani freigelassen.
Am 22. Juli 2018 wurde er erneut inhaftiert.